# スティール・パートナーズ
スティール・パートナーズ（Steel Partners）は、アメリカ合衆国に本拠地をおくアクティビスト・ヘッジファンドの1つの総称。日本においては「スティール・パートナーズ・ジャパン・ストラテジック・ファンド（オフショア）、エル・ピー」（SPJSF）というケイマン諸島において設立されたリミテッド・パートナーシップを投資のためのビークルとして利用している。SPJSFのゼネラル・パートナーは、SPJS Holdings, L.L.C.。
代表は1966年生まれで、ペンシルベニア大学卒のウォーレン・リヒテンシュタイン。
2012年4月10日に、Steel Partners Holdings LPがニューヨーク証券取引所に上場した。ティッカーはNYSE: SPLP。

## 沿革・概要
ウォーレン・リヒテンシュタインによって1993年に発足。「スティール」の名前は最初の投資先が鉄鋼株だったことに由来する。アメリカで複数のM&Aを行ったとされ、日本で一躍有名になった2003年12月のソトー及びユシロ化学工業に対する敵対的TOB以降も、韓国のタバコメーカーKT&Gに対してM&Aを仕掛けるなど積極的な動きを見せている。
2007年7月現在、スティール社は株式を5パーセント超持つ日本企業の銘柄は30社以上あり、取得金額は3,423億円である。
スティール社、リヒテンシュタイン代表ともにメディアへの露出には極めて消極的であるため、その実態については不明点が多い。
スティール・パートナーズ・グループの投資哲学は、企業価値を最大化するための方法について、企業の経営陣との間で率直に協業すること。

## 日本法人
日本法人名は「スティール・パートナーズ・ジャパン株式会社」(SPJS Holdings LLC)で、2001年11月に設立され、東京都千代田区丸の内2-2-1岸本ビル9階に本社機能を置いている。当初は黒田賢三が代表であり、2004年12月には当時の出資先・明星食品の社外取締役として黒田自身が就任した。黒田は2006年6月に退任、その後は日興證券出身の西裕介が代表に就任し、2009年以降は田中克佳が代表に就任。

## 投資手法
2007年2月にTOBを仕掛けられた国内第3位のビールメーカーであるサッポロホールディングスの半期報告書によると、サッポロへの出資はSPJSFから行っている。この手法はかつてのリップルウッドと同様である。
サッポロホールディングス（以下サッポロHD）の案件をはじめとして、常任代理人はメリルリンチが務める事例が多数見受けられる。江崎グリコやブルドックソースと言った食品関連銘柄への投資が目立つのも特徴と言える。

## 最近の動向
2007年5月、サッポロHDが買収意図や事業計画について質問状を送るも、スティール側は「（サッポロ側の）時間の引き伸ばしに過ぎない」として回答を拒否した。
2007年5月16日ブルドックソースに対して全株取得を目標にTOBを行うと発表、経営陣は具体的な提案が無いとして態度を保留していたところ、5月18日にスティール側が5月14日以前1ヶ月平均の株価に約20%のプレミアムを付けた価額で全株取得に向けたTOBを開始した。
同社取締役会はTOBに反対し、新株予約権割り当てを軸とする対抗策をとった。これに対し、6月12日にウォーレン・リヒテンシュタインが世界初となる記者会見を行い、「敵対的買収ではない」と否定した。新株予約権割り当ての対抗策は株主総会で承認され、スティールは東京地方裁判所に対し新株予約権の差止めを求める訴訟を提起した。東京地裁はこれを却下、東京高等裁判所に即時抗告を行ったが、東京高裁は7月9日、ブルドック側の対抗策を正当なものとして認め、逆にスティールについては転売による利益確保を目的として株を購入する「濫用的買収者」であると認定し、抗告を棄却した。
スティールは、これを受けて最高裁判所に特別抗告・許可抗告したが、いずれも棄却され、ブルドックソースへのTOBも失敗に終わった。スティール側は濫用的買収者であるという高裁認定の取り消しも期待したが、最高裁ではこの事は判断材料としては全く触れられる事が無かった。
ブルドックソースの買収防衛策については、M&A、ブルドックソース事件参照。
2008年後期に入り、サブプライムローンを発端にした世界金融危機により、投資家離れが加速したため日系企業を含む保有株を売却を加速させ、2009年1月までに江崎グリコや日清食品やブラザー工業など半年の間に合計1150億円相当の日系企業保有株を売却したと報じられた。
2009年1月13日、バンク・オブ・アメリカがスティール・パートナーズが株式公開を検討していることを投資家に開示しなかったこと、同社投資家が返金要求を行った際に投資家の4割近くに対し返金しなかったこと、これらの行為を詐欺行為に当たるとして、スティール・パートナーズに対し詐欺でアメリカのデラウェア州衡平法裁判所に提出した。

### 「濫用的買収者」認定のスティールへの打撃
スティールは自ら起こした訴訟で、逆に裁判所により「濫用的買収者」と認定された。これは言い換えれば、すなわちグリーンメーラーであると裁判所に公式に認定されてしまったも同然という、スティール側にとってはとんでもない事態であった。
実際、これによってスティールが被った打撃は小さくなく、それまでは大量保有報告書にスティールの名前が登場する都度、株主還元策への期待などから株価が上昇し、スティール自身にとっても保有株の含み益の増大に繋がっていた。だが、東京高裁の判決直後にはスティール関連株に狼狽売りが殺到、報道によれば、スティール自身も判決直後の1日で持っていた全含み益の約15%、金額にして約220億円が消し飛んだという。
また、これ以降、スティールが株を購入したという事実ではなく、購入したのではないかという噂が流れた段階で、いち早く情報の収集や調査を実施する企業も現れるなど、日本の数多くの上場企業から、事実上、総会屋並の警戒対象として認識されるようになっており、日本におけるスティールの活動は判決前との比較で困難になっているという見方もある。
アダプテック社に対する行動とその結果によるアダプテックの消滅はスティールが「濫用的買収者」である事を補強するとする見方もある。

## TOBを実施（又はすると発表）した主な企業
- ソトー
- ユシロ化学工業
- 明星食品 - 日清食品（初代）がホワイト・ナイトとなり不成立
- サッポロホールディングス
- ブルドックソース
- 天龍製鋸
- フクダ電子
- ノーリツ

## テレビ番組
- 日経スペシャル ガイアの夜明け 会社は誰のものか 〜大買収時代 株式を巡る攻防〜（2005年7月12日、テレビ東京）[5]。